# Gauliga Westfalen 1937/38
De Gauliga Westfalen 1937/38 was het vijfde voetbalkampioenschap van de Gauliga Westfalen. Schalke 04 werd opnieuw kampioen en plaatste zich voor de eindronde om de Duitse landstitel. De club werd groepswinnaar en plaatste zich voor de halve finale, waar de club Fortuna Düsseldorf versloeg. In de finale verloor de club van Hannover 96.

## Eindstand
| Plaats | Club                    | Wed. | W  | G | V  | Saldo | Ptn.  |
| ------ | ----------------------- | ---- | -- | - | -- | ----- | ----- |
| 1.     | FC Schalke 04           | 18   | 16 | 2 | 0  | 81:10 | 34:20 |
| 2.     | BV Borussia 09 Dortmund | 18   | 11 | 4 | 3  | 45:28 | 26:10 |
| 3.     | SC Westfalia 04 Herne   | 18   | 10 | 5 | 3  | 37:17 | 25:11 |
| 4.     | SpVgg Röhlinghausen     | 18   | 8  | 5 | 5  | 31:27 | 21:15 |
| 5.     | SV Germania 06 Bochum   | 18   | 7  | 3 | 8  | 27:42 | 17:19 |
| 6.     | SV Höntrop 1916         | 18   | 8  | 0 | 10 | 27:34 | 16:20 |
| 7.     | SpVgg 1912 Herten       | 18   | 6  | 2 | 10 | 33:32 | 14:22 |
| 8.     | SV Arminia 08 Marten    | 18   | 5  | 3 | 10 | 23:28 | 13:23 |
| 9.     | SuS Hüsten 09           | 18   | 4  | 2 | 12 | 21:52 | 10:26 |
| 10.    | SV Rotthausen           | 18   | 2  | 0 | 16 | 16:71 | 04:32 |

|  | Kampioen, geplaatst voor nationale eindronde |
|  | Degradatie naar Bezirksliga                  |

## Promotie-eindronde

### Groep A
| Plaats | Club                        | Wed. | Saldo | Ptn. |
| ------ | --------------------------- | ---- | ----- | ---- |
| 1.     | SC Preußen 06 Münster       | 6    | 21:6  | 9:3  |
| 2.     | SV Union 1910 Gelsenkirchen | 6    | 15:9  | 8:4  |
| 3.     | SG Wattenscheid 09          | 6    | 9:15  | 7:5  |
| 4.     | Sportfreunde Siegen         | 6    | 7:22  | 0:12 |

|  | Promotie naar Gauliga Westfalen 1938/39 |

### Groep B
| Plaats | Club                   | Wed. | Saldo | Ptn. |
| ------ | ---------------------- | ---- | ----- | ---- |
| 1.     | DSC Arminia Bielefeld  | 4    | 15:1  | 8:0  |
| 2.     | FC Schwelm 06          | 4    | 4:9   | 2:6  |
| 3.     | VfB Alemannia Dortmund | 4    | 5:14  | 2:6  |